# خاوی سوارز
خاوی سوارز (انگلیسی: Javi Suárez؛ زادهٔ ۳۱ ژانویهٔ ۱۹۷۶) بازیکن فوتبال اهل اسپانیا است.
وی همچنین در تیم ملی فوتبال Aragon بازی کرده‌است.